# Metin Türel
Metin Türel (Isztambul, 1937. szeptember 13. – 2018. november 17.) török labdarúgó, edző.

## Pályafutása

### Játékosként
A Galatasaray korosztályos csapatában kezdte a labdarúgást. 1960 és 1967 között a PTT, az İstanbulspor, a Vefa és a Taksim kapusa volt. 

### Edzőként
1969 és 2005 között tevékenykedett edzőként. Főleg török klubcsapatoknál dolgozott. 1977–78-ban a török, 1991-ben a szaúd-arábiai és 1991-ben a ruandai válogatott szövetségi kapitánya volt.